# Hylaeus flavifrons
Hylaeus flavifrons är en biart som först beskrevs av William Forsell Kirby 1880.  Hylaeus flavifrons ingår i släktet citronbin, och familjen korttungebin. Inga underarter finns listade i Catalogue of Life.